# Музика епохи романтизму
Музичний романтизм, як художній напрямок, постав після 1815 року під впливом раннього німецького літературно-філософського романтизму (Ф. В. Шеллінґ, Жан Поль та ін.); надалі розвивався в тісному зв'язку з різними течіями літератури, живопису і театру (Дж. Г. Байрон, Ежен Делакруа, Генріх Гейне, Адам Міцкевич та ін.).

## Періодизація
Музичний романтизм умовно поділяють на три етапи:
- Ранній, пов'язаний із творчістю Франца Шуберта, Нікколо Паганіні, Джоаккіно Россіні тощо.
- Зрілий (1830 — 1850-ті рр.), пов'язаний з творчістю Фридерика Шопена, Роберта Шумана, Гектора Берліоза, Ференца Ліста.
- Пізній етап продовжувався до кінця XIX століття і представлений творчістю Брамса, Брукнера, Вагнера тощо.

## Образна сфера та естетика
У порівнянні з попередніми епохами, музичний романтизм вирізняється глибшим розкриттям індивідуального світу особистості, висуванням психологічно складного, відзначеними рисами роздвоєності ліричного героя. При цьому ставлення романтиків до традицій класицизму було неоднозначним: у творчості Шуберта, Шопена, Мендельсона, Брамса ці традиції органічно перепліталися з романтичними, у творчості Шумана, Ліста, Вагнера, Берліоза вони радикально переосмислювалися.
Провідною стала тема особистої драми самотнього, незрозумілого художника, тема безмовної любові й соціальної нерівності. У творчості ряду композиторів ця тематика набуває рис автобіографічності (Шуберт, Шуман, Берліоз, Ліст, Вагнер).
Важливим моментом естетики музичного романтизму стала ідея синтезу мистецтв, що знайшла найяскравіше вираження в оперній творчості Вагнера й у програмній музиці (Ліст, Шуман, Берліоз), котра відзначається більшою розмаїтістю джерел програми (література, живопис, скульптура й ін.). Виразні прийоми, що постали в рамках програмної музики, проникли в непрограмні твори, що сприяло посиленню їхньої образної конкретності, індивідуалізації драматургії.
Різноманітно трактується романтиками сфера фантастики — від витонченої скерцозності, народної казковості («Сон літньої ночі» Мендельсона, «Вільний стрілець» Вебера) до гротеску («Фантастична симфонія» Берліоза, «Фауст-симфонія» Ліста).
По-новому, з небаченою до того конкретністю, мальовничістю й натхненністю, відтворять романтики образи природи. Із цією образною сферою тісно зв'язаний розвиток жанрового й лірико-епічного симфонізму (один із перших творів — «Велика симфонія» C-dur Шуберта).

## Виникнення національних шкіл
Інтерес до народної творчості у його національно-самобутніх формах значною мірою стимулював виникнення в руслі романтизму нових композиторських шкіл. У середині XIX століття постають національні школи:
- польська (Шопен, Монюшко),
- чеська (Б. Сметана, А. Дворжак),
- угорська (Ліст), пізніше, до кінця XIX століття у руслі романтизму постали:
- норвезька (Гріг),
- іспанська (Альбеніс),
- фінська (Б. Г. Крусель, Сібеліус)

Від середини XIX століття у романтичному ключі проходить становлення і українська композиторська школа, зокрема, у 1863 році С. Гулак-Артемовський написав першу українську оперу, а з 1870-х до українського фольклору і поезії звертаються Микола Лисенко, Остап Нижанківський, Анатоль Вахнянин тощо. Представником романтичного напряму в українській музиці був Тимофій Безуглий, який створив жалібний марш на смерть Тараса Шевченка (опубліковано в Петербурзі 1861) — один із перших фортепіанних творів на шевченківську тематику. В українському мистецтві найбільш бурхливо і плідно розвивався пізній напрямок романтизму.
Що стосується російської музики, то хоча радянські музикознавці вимущено, з ідеологічних причин вказували на переважання естетики реалізму, насправді всі російські композитори XIX століття (за винятком О. Даргомижського і М. Мусоргського) є романтиками.
Розвиток музичного романтизму мав свою специфіку в інших європейських країнах. У Німеччині й Австрії музичний романтизм був нерозривно пов'язаний з німецькою ліричною поезією (що визначила в цих країнах розквіт вокальної лірики), у Франції — з досягненнями драматичного театру.

## Музична мова
Нові теми й образи зажадали від романтиків розробки нових засобів музичної мови й принципів формоутворення. Поряд із методом образних антитез великого значення набуває і метод послідовної еволюції та трансформації образів, що спричинив появу техніки лейтмотивів (найбільш розгалуженої — у творчості Вагнера), та монотематизму (Ф. Ліст). Романтичній музиці також властива індивідуалізація мелодики і впровадження мовних інтонацій, розширення тембрової й гармонічної палітри музики. Так, наприклад у симфонічній творчості таких композиторів, як Берліоз, Вагнер, Малер спостерігається тенденція до розширення складу симфонічного оркестру за рахунок введення удосконалених дерев'яних духових, а іноді й розширення групи мідних та ударних інструментів. Гармонічна система збагачується натуральними ладами, барвистими зіставленнями у мажорі й мінорі й т.д., а в кінці XIX століття процес її розширення підготував повну відмову від неї наступників німецьких романтиків — композиторів нововіденської школи.

## Жанрова палітра
Увага до образної характерності, портретності, психологічної деталізації обумовила розквіт у романтиків жанру вокальної і фортепіанної мініатюри (пісня й романс, музичний момент, експромт, пісня без слів, ноктюрн й ін.). Нескінченна мінливість і контрастність життєвих вражень утілюється у вокальних і фортепіанних циклах Шуберта, Шумана, Ліста, Брамса й ін. Психологічне і лірико-драматичне трактування властиве в епоху романтизму і великим жанрам — симфонії, сонаті, квартету, опері. Тяга до вільного самовираження, поступової трансформації образів, наскрізного драматургічного розвитку породила вільні й змішані форми, властиві романтичним творам у таких жанрах, як балада, фантазія, рапсодія, симфонічна поема тощо.

## Послідовники
Музика романтизму, будучи провідним напрямком у мистецтві 19 століття, на пізньому своєму етапі породила нові напрямки й течії в музичному мистецтві — веризм, імпресіонізм, експресіонізм. Музика XX століття багато в чому розвивається під знаком заперечення ідей романтизму, однак його традиції ожили у другій половині ХХ століття у рамках неоромантизму.